# 高魯
高 魯（こう ろ）は中華民国の天文学者・気象学者・政治家・外交官。字は叔欽、曙青。

## 事跡
福州船政学堂を卒業後、鉄道測量と建築の技師となる。1905年（光緒31年）、ベルギーに留学してブリュッセル大学で工学博士号を取得した。卒業後はドイツ・フランスの工場で実習経験を積んでいる。1909年（宣統元年）、中国同盟会パリ支部で会員となった。
武昌起義（辛亥革命）勃発後に高魯は帰国して南京の中華民国臨時政府に参加し、内務部疆理司司長に就任する。北京政府が成立すると、内務部機要科科長に転じた。1913年（民国2年）、中央観象台台長に就任し、雑誌『気象月刊』、『観象叢報』などの雑誌を創刊している。1918年（民国7年）、フランスで開催された時間単位統一のための国際会議に出席し、そのままフランスで留学生監督に任命された。1922年（民国11年）に帰国、中央観象台台長に復任し、さらに国立北京女子高等師範学校と北京大学で教鞭をとっている。1926年（民国15年）にこれらの職を辞した。
1927年（民国16年）4月、高魯は国民政府側の江蘇省政務委員会常務委員に就任し、11月、同省政府の改組に伴い省政府委員となった。翌1928年（民国17年）2月、新設された国立中央研究院天文研究所所長に就任する。高は鼓楼測候所、南京紫金山天文台、中国日食観測委員会などを次々と設立した。翌月、国民政府農鉱部参事兼秘書長となり、4月には大学院秘書・教育行政委員に移っている。10月、駐フランス公使に任命され、任地に赴いた。1930年（民国19年）12月、教育部部長に任命されたが、実際には就任できず、そのまま公使の職務を続けている。
1931年（民国20年）1月に高魯は帰国し、監察院監察委員に任命された。1942年（民国31年）8月、監察院閩浙区監察使に就任している。これらの他、公務員の高等任用試験の監督なども務めた。
1947年（民国36年）6月26日、福州市にて死去。享年71。著書に『積分精義』、『中国天文学史』、『中央観象台の過去と未来』、『相対論原理』などがある。